# Mike Sweeney
Michael Sweeney, plus connu sous le nom de Mike Sweeney (né le 25 décembre 1959 à Duncan en Colombie-Britannique) est un joueur de soccer international canadien, qui évoluait au poste de milieu de terrain et défenseur.

## Biographie

### Carrière en sélection
Avec l'équipe du Canada, il dispute 61 matchs (pour un but inscrit) entre 1980 et 1993. Il figure notamment dans le groupe des sélectionnés lors de la coupe du monde de 1986, disputant deux matchs : contre la France et la Hongrie.
Il participe également aux JO de 1984, atteignant le stade des quarts de finale.